# Orzechowate
Orzechowate (Juglandaceae) – rodzina roślin z rzędu bukowców (Fagales). Zalicza się do niej 9 rodzajów z 51–62 gatunkami. Są to drzewa i krzewy rosnące w Ameryce Północnej i Południowej (wzdłuż Andów), w Azji Wschodniej między Himalajami, Japonią i Nową Gwineą. Jeden gatunek – orzech włoski Juglans regia sięga od Azji poprzez Kaukaz do południowo-wschodniej Europy. Są to rośliny wiatropylne, z drobnymi jednopłciowymi kwiatami, zwykle jednopienne. Występują w strefie umiarkowanej w lasach zrzucających liście na zimę, a w strefie międzyzwrotnikowej w lasach górskich. Często rosną w lasach nadrzecznych.
Jadalne orzechy dostarczają przedstawiciele rodzaju orzesznik Carya (zwłaszcza orzesznik jadalny zwany pekanem) oraz orzech Juglans (zwłaszcza orzech włoski). Liczne gatunki wykorzystywane są jako źródło surowca drzewnego i sadzone jako ozdobne. Kora i owoce Platycaria strobilacea są surowcem do produkcji czarnego barwnika tekstylnego w Azji Wschodniej. Do barwienia drewna, wełny i włosów wykorzystywany jest także orzech włoski. Drewno orzeszników cenione jest do wędzenia.

## Morfologia

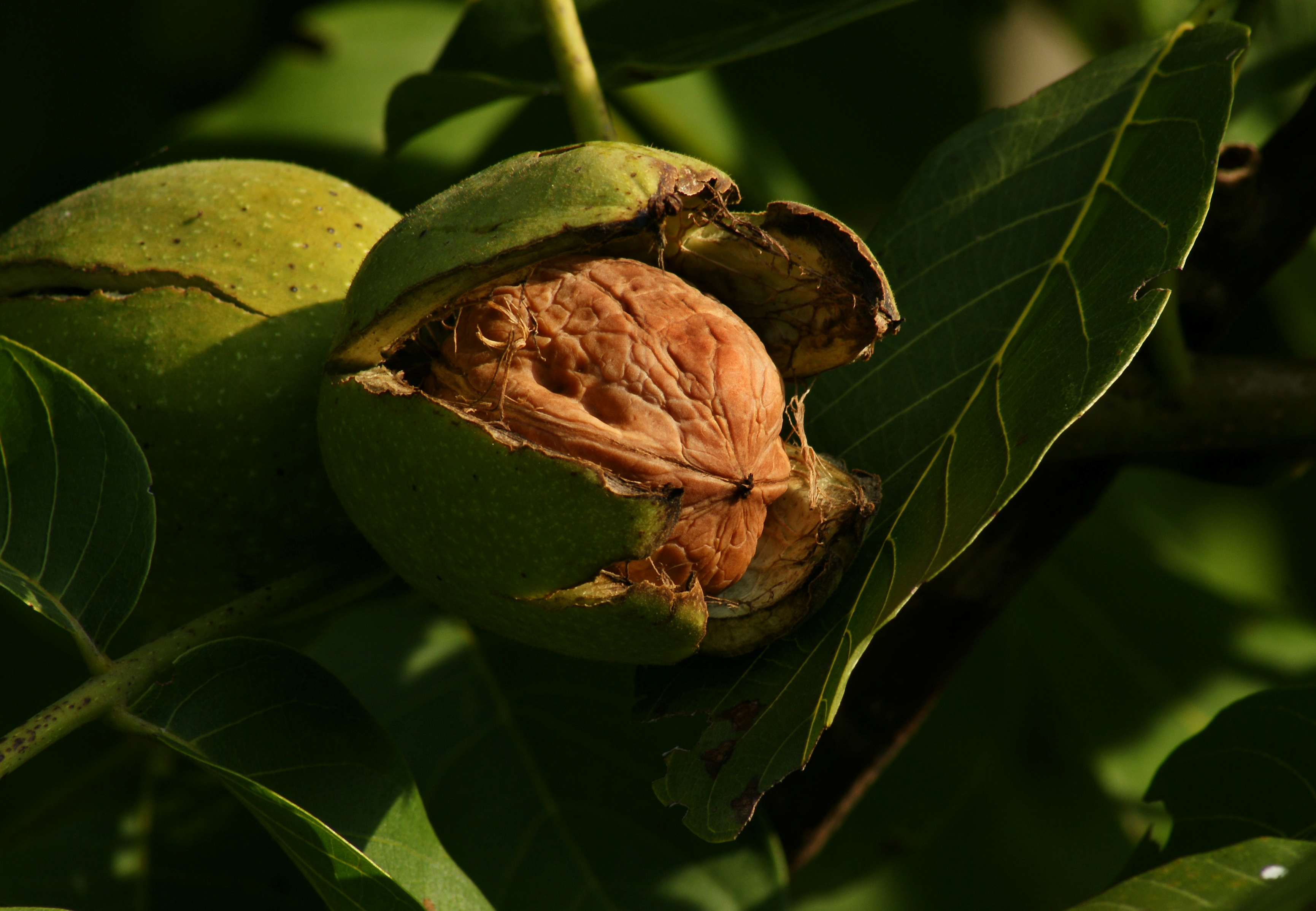
Owoc orzecha włoskiego

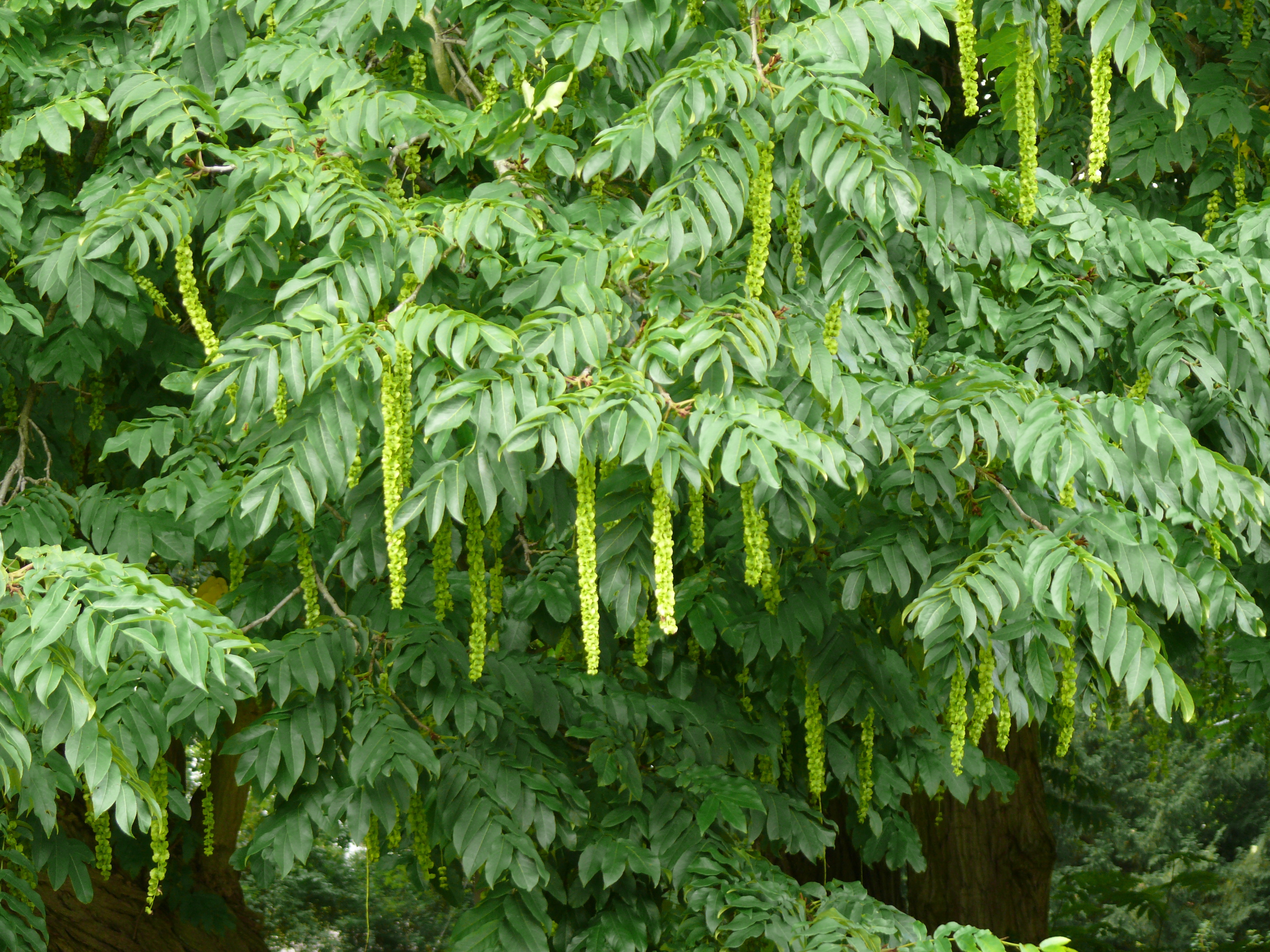
Skrzydłorzech kaukaski

PokrójDrzewa, w tym wysokie, rzadziej krzewy, o korze szarej lub brązowej. Pąki szczytowe większe od bocznych, okazałe. Rośliny są ogruczolone i aromatyczne.
LiścieSkrętoległe, nieparzystopierzasto złożone, rzadko trójlistkowe lub pojedyncze, pozbawione przylistków (z wyjątkiem Rhoiptelea). Brzeg listków jest piłkowany, rzadziej są one całobrzegie. Liście często są okazałe.
KwiatyO symetrii promienistej, jednopłciowe (rzadko obupłciowe u Rhoiptelea), zebrane w kotki lub obupłciowe w kłosowatych kwiatostanach, zwykle zwisające, rzadko wzniesione. Kwiaty męskie wsparte są zwykle trójdzielną przysadką lub dwiema przysadkami i dwoma podkwiatkami. Ich okwiat składa się z czterech zrośniętych listków (działek kielicha) lub brak go zupełnie. Pręciki mają bardzo krótkie nitki i pylniki pękające podłużnymi pęknięciami. Jest ich zwykle od 5 do 40, czasem ponad 100, tworzą jeden, dwa lub więcej okółków (liczba pręcików bywa zmienna zarówno w obrębie różnych gatunków, jak i nawet jednego kwiatostanu). Kwiaty żeńskie w niektórych rodzajach (Juglans, Carya) w obrębie kwiatostanów zredukowane są do dwóch–trzech. Kwiaty te wsparte są jedną przysadką i dwoma podkwiatkami, wolnymi lub zrośniętymi z działkami w beczułkowatą okrywę, otaczającą później owoc. Zalążnia jest dolna (górna u Rhoiptelea), zbudowana zwykle z dwóch owocolistków. Zalążki rozwijają się na dnie zalążni i mają pojedynczą osłonkę. Szyjka słupka jest pojedyncza, ale zwieńczona jest różnie wykształconym znamieniem – pojedynczym, podzielonym na dwie lub cztery łatki, albo podzielonym pierzasto.
OwocOrzech, czasem opisywany jest on jako pestkowiec, ale mięsista, zewnętrzna warstwa powstaje z okrywy i stąd owoc ma postać nibypestkowca. Nasiona bezbielmowe z mięsistymi liścieniami, często pomarszczonymi i pofałdowanymi. Owoc opatrzony jest często skrzydełkiem dyskowatym lub dwoma, albo trzema skrzydełkami. Skrzydlaki takie kiełkują epigeicznie, a ciężkie pestkowce – hipogeicznie.

## Systematyka
Pozycja systematyczna według APweb (aktualizowany system APG IV z 2016)
Jedna z rodzin rzędu bukowców należącego do kladu różowych w obrębie okrytonasiennych. W systemie APG III (2009) do orzechowatych dołączony został rodzaj Rhoiptelea (co zachowano w systemie APG IV z 2016), dawniej zwykle wyodrębniany jako rodzina Rhoipteleaceae siostrzana dla orzechowatych. W obrębie rodziny zajmuje on pozycję bazalną. Ostatni wspólny przodek Rhoiptelea i pozostałych orzechowatych datowany jest na ok. 85,8 miliona lat temu. Także na podobny okres od 78 do 90 milionów lat temu datowane są najstarsze skamieniałości przypisywane do tej rodziny. Orzechowate w przeszłości były znacznie bardziej zróżnicowane i rozpowszechnione na półkuli północnej, w tym w Europie (w późnej kredzie i paleogenie).
|  | woskownicowate Myricaceae |
|  |                           |
|  | orzechowate Juglandaceae  |
|  |                           |

|  | rzewniowate Casuarinaceae                                                |
|  |                                                                          |
|  | \| \| brzozowate Betulaceae \| \| \| \| \| \| Ticodendraceae \| \| \| \| |
|  |                                                                          |
|  | brzozowate Betulaceae                                                    |
|  |                                                                          |
|  | Ticodendraceae                                                           |
|  |                                                                          |

|  | brzozowate Betulaceae |
|  |                       |
|  | Ticodendraceae        |
|  |                       |

|  | woskownicowate Myricaceae |
|  |                           |
|  | orzechowate Juglandaceae  |
|  |                           |

|  | rzewniowate Casuarinaceae                                                |
|  |                                                                          |
|  | \| \| brzozowate Betulaceae \| \| \| \| \| \| Ticodendraceae \| \| \| \| |
|  |                                                                          |
|  | brzozowate Betulaceae                                                    |
|  |                                                                          |
|  | Ticodendraceae                                                           |
|  |                                                                          |

|  | brzozowate Betulaceae |
|  |                       |
|  | Ticodendraceae        |
|  |                       |

|  | woskownicowate Myricaceae |
|  |                           |
|  | orzechowate Juglandaceae  |
|  |                           |

|  | rzewniowate Casuarinaceae                                                |
|  |                                                                          |
|  | \| \| brzozowate Betulaceae \| \| \| \| \| \| Ticodendraceae \| \| \| \| |
|  |                                                                          |
|  | brzozowate Betulaceae                                                    |
|  |                                                                          |
|  | Ticodendraceae                                                           |
|  |                                                                          |

|  | brzozowate Betulaceae |
|  |                       |
|  | Ticodendraceae        |
|  |                       |

|  | woskownicowate Myricaceae |
|  |                           |
|  | orzechowate Juglandaceae  |
|  |                           |

|  | rzewniowate Casuarinaceae                                                |
|  |                                                                          |
|  | \| \| brzozowate Betulaceae \| \| \| \| \| \| Ticodendraceae \| \| \| \| |
|  |                                                                          |
|  | brzozowate Betulaceae                                                    |
|  |                                                                          |
|  | Ticodendraceae                                                           |
|  |                                                                          |

|  | brzozowate Betulaceae |
|  |                       |
|  | Ticodendraceae        |
|  |                       |

|  | woskownicowate Myricaceae |
|  |                           |
|  | orzechowate Juglandaceae  |
|  |                           |

|  | rzewniowate Casuarinaceae                                                |
|  |                                                                          |
|  | \| \| brzozowate Betulaceae \| \| \| \| \| \| Ticodendraceae \| \| \| \| |
|  |                                                                          |
|  | brzozowate Betulaceae                                                    |
|  |                                                                          |
|  | Ticodendraceae                                                           |
|  |                                                                          |

|  | brzozowate Betulaceae |
|  |                       |
|  | Ticodendraceae        |
|  |                       |

|  | woskownicowate Myricaceae |
|  |                           |
|  | orzechowate Juglandaceae  |
|  |                           |

|  | rzewniowate Casuarinaceae                                                |
|  |                                                                          |
|  | \| \| brzozowate Betulaceae \| \| \| \| \| \| Ticodendraceae \| \| \| \| |
|  |                                                                          |
|  | brzozowate Betulaceae                                                    |
|  |                                                                          |
|  | Ticodendraceae                                                           |
|  |                                                                          |

|  | brzozowate Betulaceae |
|  |                       |
|  | Ticodendraceae        |
|  |                       |

|  | woskownicowate Myricaceae |
|  |                           |
|  | orzechowate Juglandaceae  |
|  |                           |

|  | rzewniowate Casuarinaceae                                                |
|  |                                                                          |
|  | \| \| brzozowate Betulaceae \| \| \| \| \| \| Ticodendraceae \| \| \| \| |
|  |                                                                          |
|  | brzozowate Betulaceae                                                    |
|  |                                                                          |
|  | Ticodendraceae                                                           |
|  |                                                                          |

|  | brzozowate Betulaceae |
|  |                       |
|  | Ticodendraceae        |
|  |                       |

|  | woskownicowate Myricaceae |
|  |                           |
|  | orzechowate Juglandaceae  |
|  |                           |

|  | rzewniowate Casuarinaceae                                                |
|  |                                                                          |
|  | \| \| brzozowate Betulaceae \| \| \| \| \| \| Ticodendraceae \| \| \| \| |
|  |                                                                          |
|  | brzozowate Betulaceae                                                    |
|  |                                                                          |
|  | Ticodendraceae                                                           |
|  |                                                                          |

|  | brzozowate Betulaceae |
|  |                       |
|  | Ticodendraceae        |
|  |                       |

Podział rodziny i wykaz rodzajów
Podrodzina Rhoipteleoideae Reveal
- Rhoiptelea Diels et Handel-Mazzetti

Podrodzina Engelhardtioideae Iljinskaya
- Alfaroa Standl.
- Engelhardtia Lesch. ex Blume
- Oreomunnea Oerst.

Podrodzina Juglandoideae Eaton
- Carya Nutt. – orzesznik
- Cyclocarya Iljinsk. – cyklokaria
- Juglans L. – orzech
- Platycarya Siebold & Zucc. – platykaria
- Pterocarya Kunth – skrzydłorzech